# Publi Septimi Geta
|  | Aquest article tracta sobre Publi Septimi Geta, fill de l'emperador Septimi Sever i germà de Caracal·la. Si cerqueu el germà de Septimi Sever, vegeu «Publi Septimi Geta (germà de Septimi Sever)». |

Publi Septimi Geta (llatí: Publius Septimius Geta) també conegut com a Lluci Septimi Geta (Lucius Septimius Geta) fou el segon fill de l'emperador Septimi Sever i de l'emperadriu Júlia Domna. Va néixer a Mediolànum el 27 de maig del 189, tres anys abans que el seu pare va pujar al tron. El nom l'hauria agafat del seu avi patern o d'un oncle patern (un germà de Septimi Sever que portava el mateix nom: Publi Septimi Geta).
De jove Geta va acompanyar el seu pare a la guerra contra els parts. El 198 Caracal·la, el fill gran, fou declarat august (Geta tenia 19 anys) i les tropes van aclamar Geta com a Cèsar, càrrec que poc després va confirmar l'emperador i el senat.
Apareix anomenat com a cèsar, pontífex i princeps juventutis a medalles o monedes datades entre el 205 i la seva mort el 212. El 205 fou cònsol per primera vegada i el 208 per segona vegada; en aquest segon consolat va anar a Britànnia; el 209 va rebre el poder tribunici i el títol d'august equiparat amb el seu germà.
El 211 Septimi Sever va morir a Eboràcum (l'actual York a Anglaterra) i els seus dos fills, Caracal·la i Geta, van tornar a Roma. Des de llavors la rivalitat no va parar de créixer; l'odi va derivar en violència. Caracal·la hauria fet diversos intents de matar Geta, però aquest va prendre tota mena de precaucions.
Al cap d'uns mesos Caracal·la va fingir un desig de reconciliació i va aconseguir que Geta baixés la guàrdia i retirés part de la seva escorta. La mare Júlia els va convidar ambdós a la seva cambra per intentar la reconciliació però Caracal·la ja havia posat al lloc uns centurions que quan Geta va entrar el van matar. Júlia, que no en sabia res, va intentar inútilment protegir amb el seu cos el seu fill petit; després fou obligada a aprovar el fet si es volia escapar a la mateixa sort. El van assassinar probablement el febrer del 212 quan Geta tenia 23 anys.
Caracal·la va ordenar una damnatio memoriae: la destrucció de totes les seves estàtues i que foren eliminades totes les inscripcions en honor seu, i la supressió de les monedes amb la seva cara; tot i així s'han conservat moltes monedes i medalles. A les primeres monedes apareix esmentat com Lucius i Publius però a partir del 205 només apareix la forma Publius.